# Praça Diogo de Vasconcelos
La plaça Diogo Vasconcelos, conegut popularment com a Plaça Savassi, és un carrer de la ciutat de Belo Horizonte. Situat a la confluència de les avingudes Cristòfor Colom i Getúlio Vargas, hi ha flux també carrers Pernambuco i Antonio de Albuquerque.
El seu nom fa honor al polític i historiador Diogo de Vasconcelos, qui es va destacar com un dels pioners en la defensa de la històrica i artística, la mineria i el patrimoni nacional, i és considerat el primer historiador de l'art al Brasil.